# Fernando Muslera
Néstor Fernando Muslera Micol (Buenos Aires, 16 de junho de 1986) é um futebolista uruguaio nascido na Argentina que atua como goleiro. Atualmente joga no Estudiantes.
Foi o goleiro titular da Seleção Uruguaia que disputou a Copa do Mundo de 2010. No ano seguinte, ficou marcado por defender o pênalti que culminou na eliminação da anfitriã Argentina da Copa América de 2011.

## Infância
Muslera é argentino de nascimento, mas filho de uruguaios. Nascido em Buenos Aires, seus pais voltaram para o Uruguai quando ele contava com apenas oito meses de idade, de modo que Muslera, tem dupla nacionalidade.

## Carreira

### Montevideo Wanderers
Muslera começou sua carreira no futebol profissional com Montevideo Wanderers em 2004, tendo vindo através do sistema do clube juventude. Depois de performances impressionantes para Wanderers, um dos gigantes do Uruguai o Nacional optou por levá-lo por empréstimo em 2007. Depois de voltar a Montevidéu, e uma mostra de performances de sucesso, ele começou a atrair a atenção da Europa, até que ele foi assinado pela Lazio em 2007.[carece de fontes?]

### Lazio

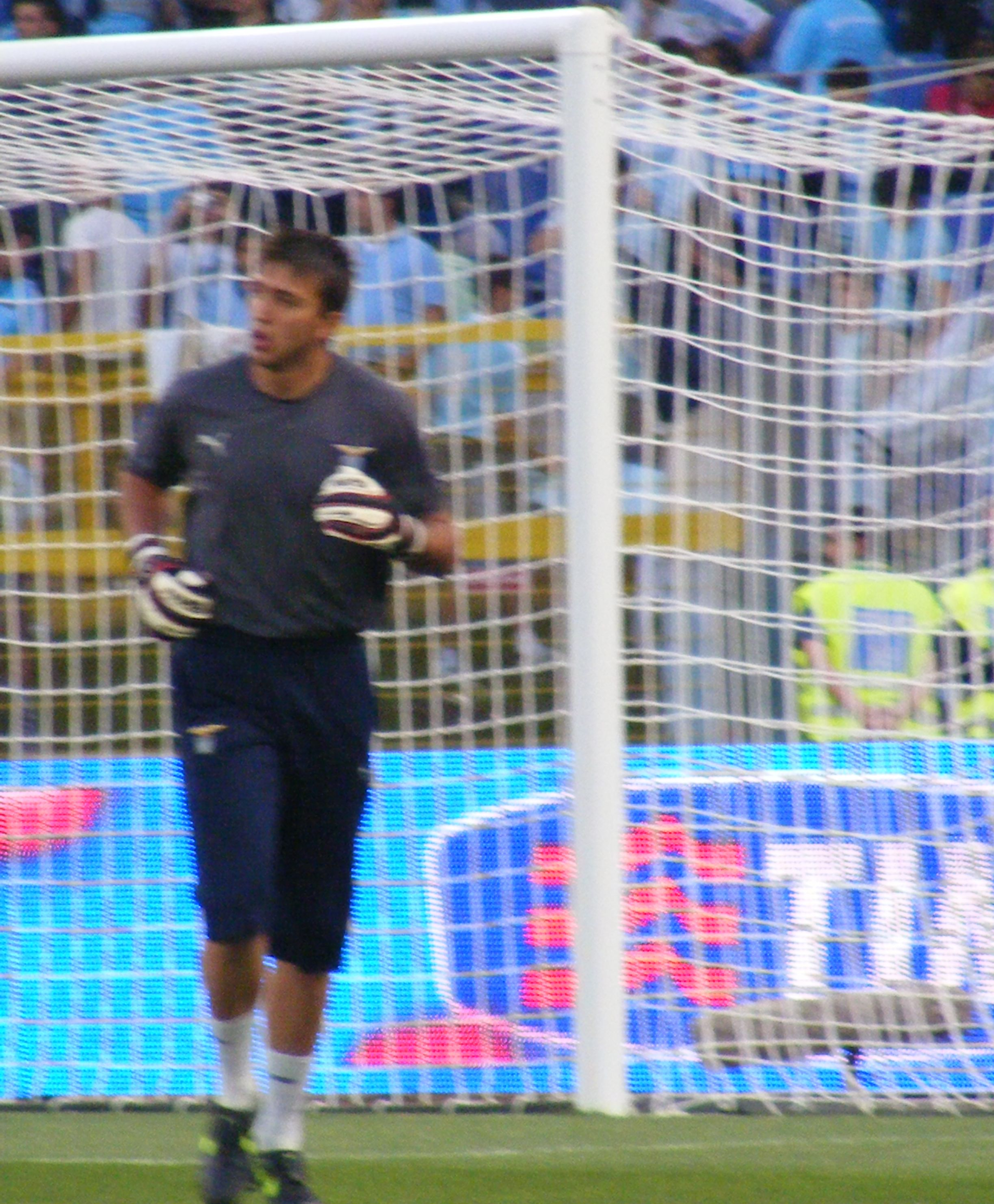
Muslera atuando na Lazio

Muslera assinou com a Lazio em agosto de 2007 para uma taxa de cerca de € 3 milhões. Ele fez sua estreia pela Lazio com uma vitória em casa por 3-1 frente ao Cagliari em 16 de setembro de 2007, ele fez mais quatro partidas consecutivas, a última que foi um desempenho desastroso na derrota da Lazio em casa de 1-5 para Milan em 7 de outubro, um jogo em que ele estava em falta em quatro dos cinco gols sofridos pela Lazio. Esse resultado o fez ir para a reserva, com a preferência dada a Marco Ballotta, de 44 anos. Muslera se manteve como a segunda opção para o restante da temporada, fazendo apenas mais quatro aparições liga e nenhuma na UEFA Champions League. Jogou, entretanto, todas as partidas remanescentes da Lazio na Copa da Itália, tendo um bom desempenho.

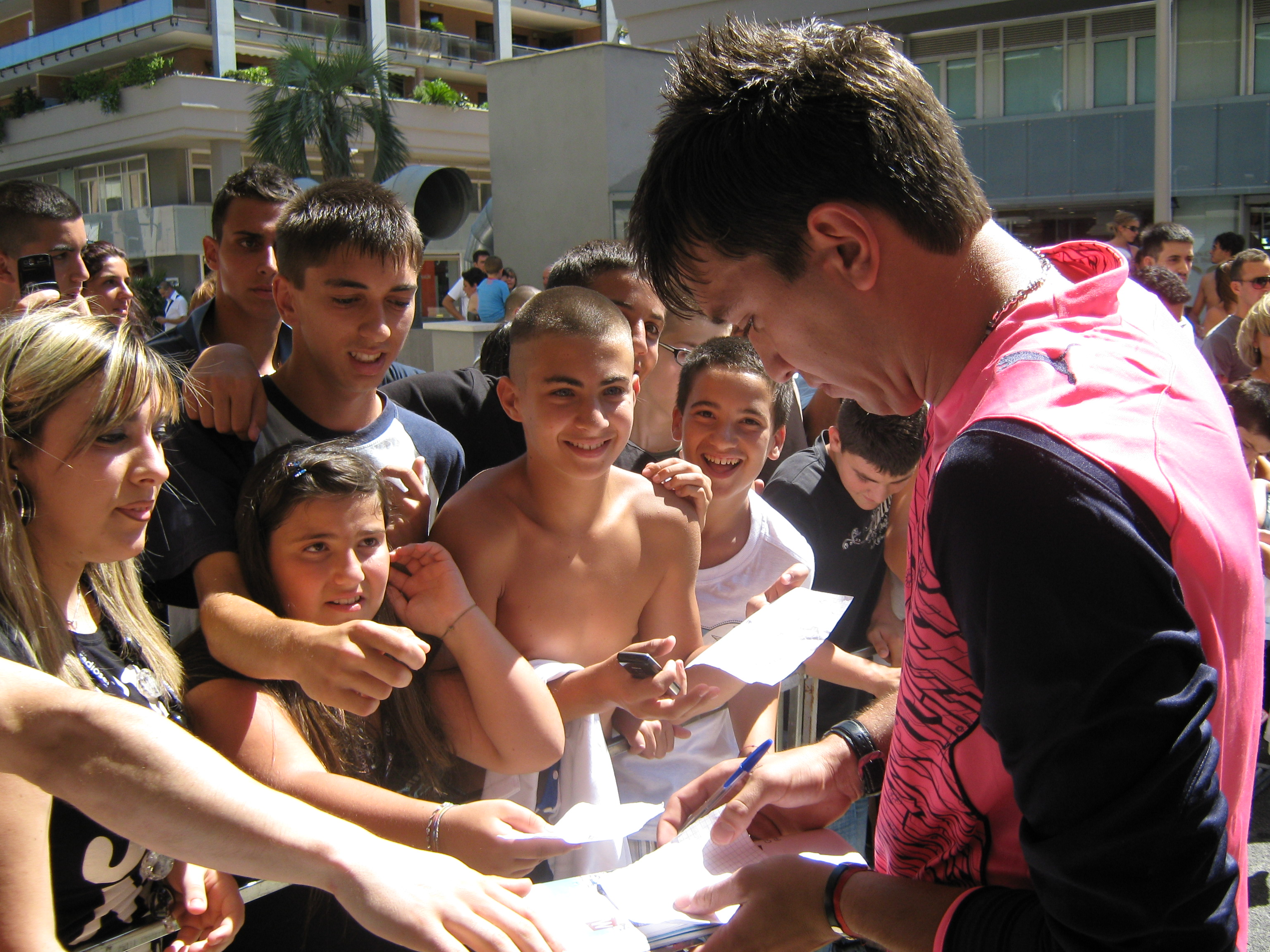
Muslera dando autógrafos em 2009.

Na temporada 2008-09, Muslera começou como segundo goleiro, atrás de nova contratação Juan Pablo Carrizo, mas recuperou o lugar a partir de janeiro 2009, após uma série de má atuações de Carrizo, juntamente com conflitos com gestão de equipe. Na primeira aparição de Muslera em uma partida da liga nesta temporada, fez várias defesas em uma derrota por 3-1 para a Sampdoria, incluindo o bloqueio de Antonio Cassano sua penalidade. Outras performances impressionantes de longe ganha sobre Napoli e Genoa, bem como em seu primeiro Derby della Capitale, viu Muslera recuperar uma quantidade considerável de fé que ele tinha perdido na temporada anterior.[carece de fontes?]
Conhecido pelos fãs como "Lazio Castorino" ou o "Little Beaver", Muslera fez parte da campanha vitoriosa do clube na Copa da Itália, tendo atuações decisivas contra Milan e Juventus como Lazio chegou à final pela primeira vez em cinco temporadas. Na final em 13 de maio de 2009, Muslera defendeu duas penalidades como Lazio emergiu vitorioso 6-5 nos pênaltis após o jogo terminou 1-1 no tempo extra.
Temporada impressionante o uruguaio viu cimentar a sua posição como a primeira escolha do clube romano na 2009-10 temporada, apesar da chegada do argentino goleiro Albano Bizzarri em transferência livre. Muslera jogou no gol como Lazio abriu a temporada com uma vitória por 2-1 sobre o Inter na Supercopa Italiana 2009, jogado em Pequim.[carece de fontes?]
Depois de seu bom desempenho na Copa do Mundo de 2010, ele foi eleito o melhor goleiro sétimo do mundo em IFFHS.

### Galatasaray

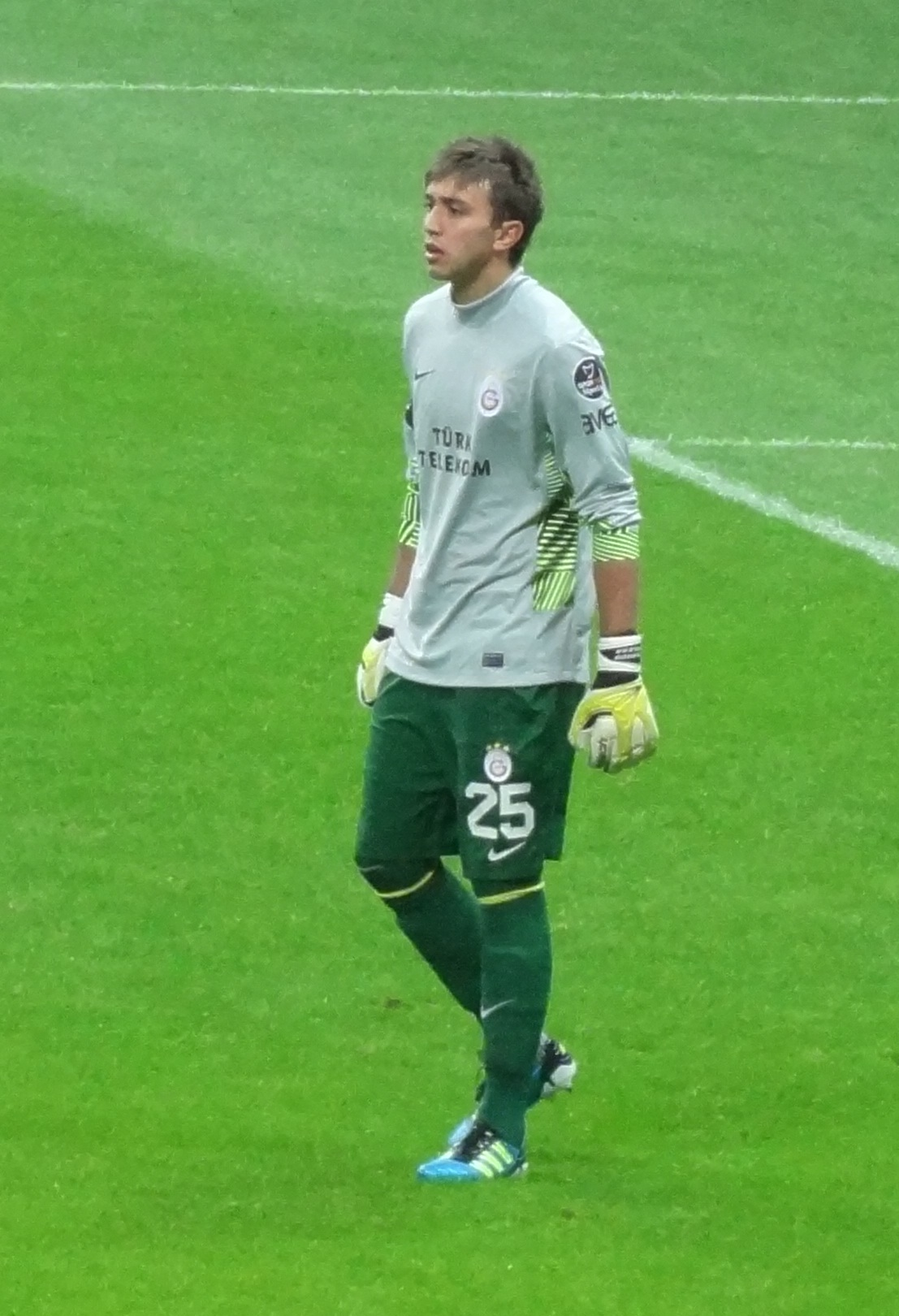
Muslera em uma partida contra o Gaziantepspor.

#### 2011-12
Em 19 de julho de 2011, o Galatasaray anunciou oficialmente a contratação de Fernando Muslera, vindo da Lazio, em um contrato de 5 anos, enquanto ele estava de plantão na Copa América com o Uruguai. A transferência envolveu Lorik Cana se movendo na direção oposta, para a Lazio, enquanto o Galatasaray também pagou € 6.750.000 para o ex-clube  Muslera, o Montevideo Wanderers , que detinha 50% dos seus direitos de jogo. O valor total de sua transferência é, portanto, acredita-se que na região de € 12 milhões, fazendo Muslera o mais caro guarda-redes de transferência na Turquia e do goleiro quinto mais caro de todos os tempos . (No entanto Lazio valorizado a venda de Muslera para uma taxa de pimenta, bem como a assinatura de Cana também para a taxa de pimenta como um arranjo contábil especial) Ele vai ganhar € 2 milhões por ano.
Em 5 de novembro de 2012, Muslera foi nomeado como homem do jogo depois de salvar a sua primeira penalidade na partida contra o Mersin İdmanyurdu, contribuindo com o placar final, que terminou 0-0. Em 8 de abril de 2012, na última rodada da Süper Lig, ele marcou o primeiro gol de sua carreira, convertendo uma penalidade contra Manisaspor. Ele também quebrou um recorde do clube nova pontuação para cada jogador estrangeiro do Galatasaray em uma única temporada. O mesmo jogo também resultou em Muslera manter sua ficha limpa 19 da temporada, um recorde da liga todos os tempos. e também se tornar o goleiro Süper Lig do ano, onde ele jogou todos os jogos da Liga com o Galatasaray, integrando o elenco campeão.

#### 2012-13
Em 19 de Setembro de 2012, em sua primeira partida da Liga dos Campeões, ele salvou um pênalti cobrado por Nani e teve um atuação excelente, mas não evitou a derrota do Galatasaray para o Manchester United, por 1x0, no Old Trafford. Após os jogos contra o SC Braga e CFR Cluj, ele teve sua primeira partida sem sofrer gols na competição com uma vitória memorável por 1-0 contra o Manchester United na Arena Turk Telekom. Ele jogou 33 partidas pelo Galatasaray de 34 jogos do campeonato e ele estava novamente entre a equipe campeã.

### Estudiantes
Em 24 de junho de 2025,  Fernando Muslera foi anunciado como novo reforço do Estudiantes, da Argentina. Muslera assinou contrato válido até dezembro de 2026 com o clube argentino.

## Seleção Uruguaia

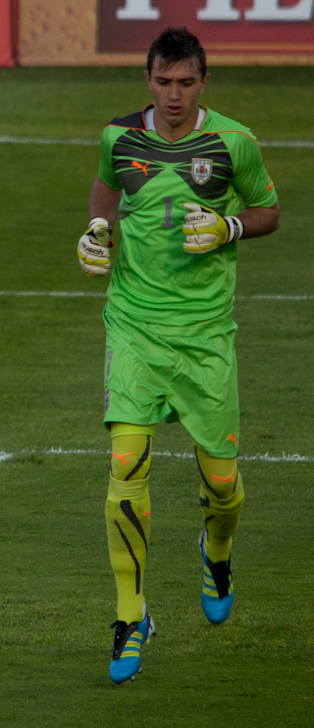
Muslera na Seleção Uruguaia

### Copa do Mundo de 2010
Pela Seleção Uruguaia, recebeu sua primeira convocação em 2009, estreando em 10 de outubro do mesmo ano numa partida das eliminatórias sul-americanas contra o Equador.
Foi o goleiro titular da Seleção Uruguaia durante a Copa do Mundo de 2010, ajudando a Celeste a chegar ao quarto lugar do torneio.

### Copa América 2011
Muslera foi chamado novamente pelo técnico Óscar Tabárez para representar o Uruguai como o primeiro goleiro da seleção na Copa América de 2011, que foi realizada na Argentina. Ele foi selecionado como goleiro na partida das quartas-de-final contra a Argentina, em que o Uruguai passou nos pênaltis, com Muslera defendendo um pênalti de Carlos Tévez para vencer jogo. Uruguai passou e ganhou a Copa América, derrotando o Paraguai por 3-0 na final, no que foi o primeiro título de Muslera na Seleção.

## Estatísticas
Até 11 de junho de 2022.

### Seleção
| Uruguai | Uruguai  | Uruguai |
| Ano     | Partidas | Gols    |
| ------- | -------- | ------- |
| 2009    | 4        | 0       |
| 2010    | 12       | 0       |
| 2011    | 15       | 0       |
| 2012    | 10       | 0       |
| 2013    | 14       | 0       |
| 2014    | 12       | 0       |
| 2015    | 11       | 0       |
| 2016    | 11       | 0       |
| 2017    | 6        | 0       |
| 2018    | 11       | 0       |
| 2019    | 11       | 0       |
| 2020    | 0        | 0       |
| 2021    | 15       | 0       |
| 2022    | 2        | 0       |
| Total   | 133      | 0       |

## Títulos
Nacional
- Liguilla: 2007

Lazio
- Coppa Italia: 2008-09
- Supercoppa Italiana: 2009

Galatasaray
- Süper Lig: 2011-12, 2012-13, 2014-15, 2017–18, 2018–19, 2022–23, 2023–24 e 2024–25
- Supercopa da Turquia: 2012, 2013, 2015, 2016, 2019 e 2023
- Copa da Turquia: 2013-14, 2014-15, 2015-16, 2018-19 e 2024–25

Seleção Uruguaia
- Copa América: 2011
- Copa do Mundo da FIFA  quarto lugar: 2010
- Copa das Confederações da FIFA quarto lugar: 2013
- Copa da China: 2018, 2019

### Prêmios Individuais
- IFFHS Melhor Goleiro de 2010: 7º lugar
- IFFHS Melhor Goleiro de 2011: 6º lugar
- Campeonato Turco Goleiro do Campeonato: 2011-12
- Equipe ideal da Liga turca
- Melhor jogador da Turquia
- Melhor goleiro da Liga turca
- IFFHS Melhor Goleiro do século XXI: 21ºlugar
- Melhor jogador da final da Supercopa da Turquia 2016